# Red Light (U2-Lied)
Red Light ist ein Song der Rockband U2 aus ihrem 1983 erschienenen Album War.

## Aufnahme

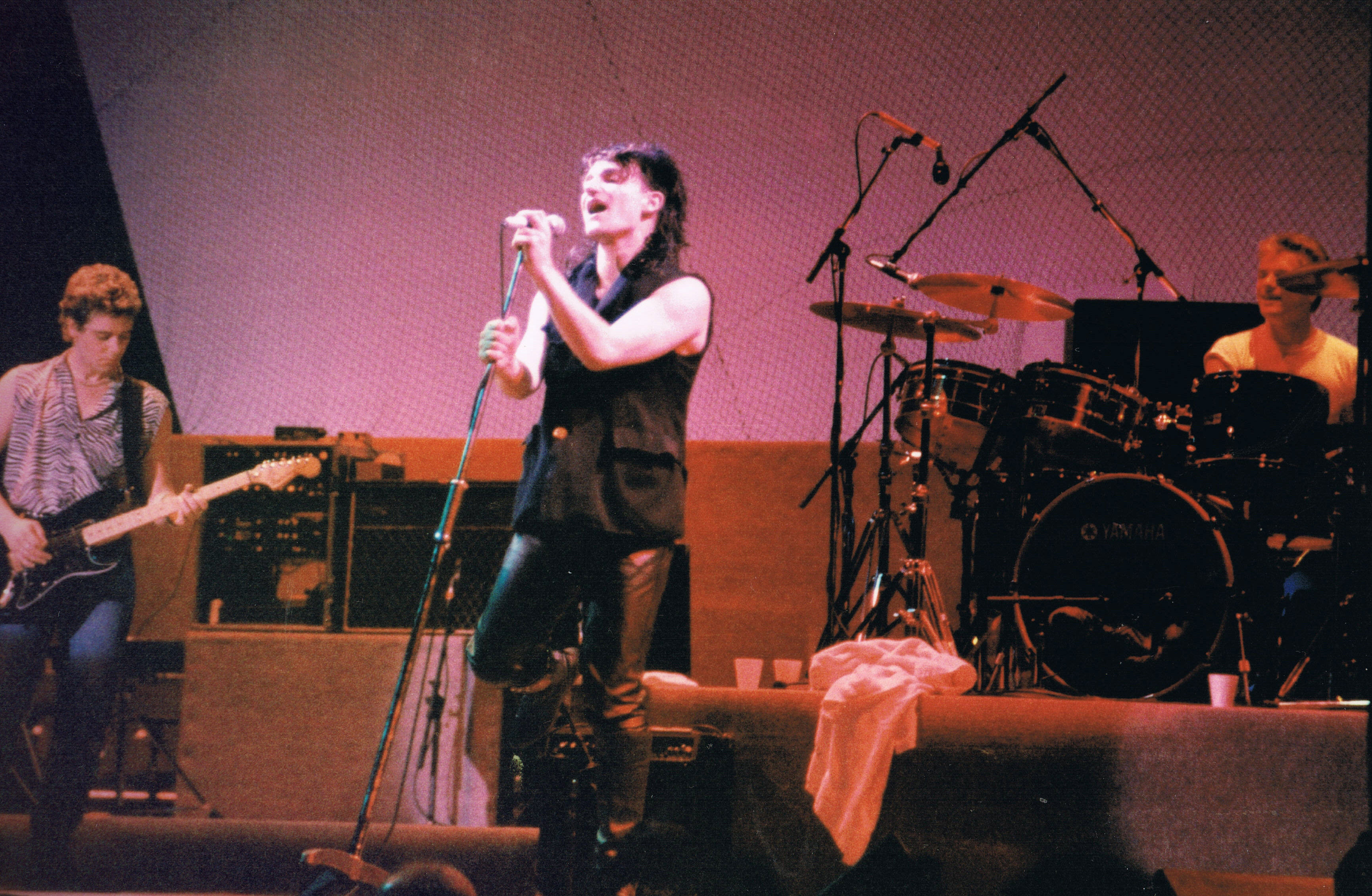
U2 spielen 40 (1984). Links Bassist Adam Clayton an der Gitarre

U2 nutzten die Anwesenheit der amerikanischen Musikgruppe Kid Creole and the Coconuts in Dublin und luden den Trompeter ein, um an Red Light zu arbeiten, um den Sound der Band zu variieren. Auch drei Sängerinnen kamen hinzu. Bono sagte:

„Wir ließen das Studio für den Effekt rot beleuchten, und eine der Coconuts zog ihr Oberteil aus und sang in etwas, das wie der BH einer Ballerina aussah. Die Jungs aus Irland hatten Schwierigkeiten beim Atmen.“

## Rezeption
Sid Smith von der BBC schrieb über den Song:

„U2s Palette erweitert sich auf 'Red Light' mit Backing Vocals von Kid Creole's Coconuts und einer ebenso überflüssigen Trompete - letztere macht ein alibihaftes Jazzgeräusch auf der undurchlässigen Oberfläche der Standardeinstellung der Band, die sich nur genug auflockert, um effektiv zu funktionieren, wenn der Track ausklingt.“

John Cruz von Sputnikmusic war der Meinung, dass der Song eine Veränderung des Tons auf dem Album andeutet und sagte: „Die Stimmung des Albums wird lockerer, mit Bono, der in Red Light einer hoffnungslosen Liebe nachjagt.“